# Belida angelicae
Belida angelicae är en tvåvingeart som först beskrevs av Johann Wilhelm Meigen 1824.  Belida angelicae ingår i släktet Belida och familjen parasitflugor. Arten är reproducerande i Sverige. Inga underarter finns listade i Catalogue of Life.